# Icius ildefonsus
Icius ildefonsus är en spindelart som beskrevs av Chamberlin 1924. Icius ildefonsus ingår i släktet Icius och familjen hoppspindlar. Inga underarter finns listade i Catalogue of Life.